# 男性の肖像 (ボル)
『男性の肖像』（だんせいのしょうぞう、蘭: Portret van een man、英: Portrait of a Man）は、17世紀オランダ黄金時代のドルドレヒト出身の画家フェルディナント・ボルが1663年にキャンバス上に油彩で制作した絵画である。巨匠レンブラントの工房で修業を終えたボルは、17世紀後半のアムステルダムにおいて代表的な画家の1人となり、所有する建物を飾りたいと望む裕福な個人や公的機関からの依頼を受けた。作品はアムステルダム国立美術館に所蔵されている。

## 作品
17世紀においても現代と同じように、肖像画の依頼主は、自分がどのような姿で絵画の中に登場するか決めることを望んだ。自分の地位を示すものとともに描かれることを望んだ人もいれば、敬虔、学識や富、あるいは趣味の良さを見せることを願う人もいた。本作は、柱と軒蛇腹 (コーニス) のある建築物とアポローンの彫像を背景に、バニャンを身に着けている長い金髪の男性を表している。審美眼を備えた古典古代の愛好家か学者であることを伝えているのであろうか。それとも、自らの着想源を提示している芸術家ないし建築家なのだろうか。

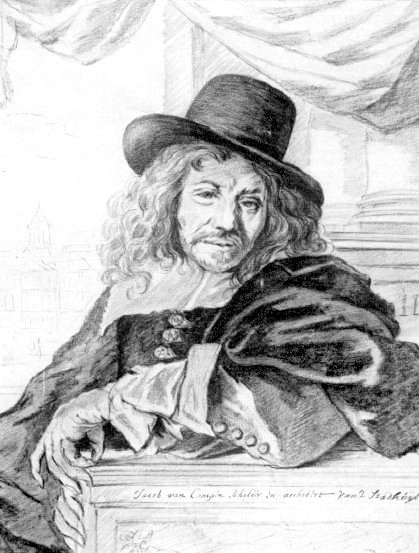
『ヤーコプ・ファン・カンペンの肖像』

モデルの人物は知られていないが、かつては、ヤーコプ・ファン・カンペンの肖像であると考えられていた。しかし、ファン・カンペンがこの肖像画が描かれる6年前に世を去っていたことがわかると、この想定は打ち消された。それ以降、様々な人物の名が代わりに挙げられてきたが、それらはみな、推測の域を出ていない。
モデルの可能性がある人物として、オランダ古典主義の最も重要な提唱者で、ファン・カンペンにより設計されたアムステルダム王宮や他の建物のために作品を制作した彫刻家のアルトゥス・クウェリヌス、兄弟のヘンドリックととともにトリッペンハイスを設計したルイス・トリップらが挙げられている。 ボルは、ルイス・トリップのために多数の絵画を制作している。

## 展示歴
- De gouden eeuw der grote steden, Sint-Pietersabdij, Gent, 14 June-14 September 1958.
- The Golden Age. Highlights from the Rijksmuseum, National Gallery of Victoria, Melbourne, 24 June-2 October 2005, Hyogo Prefectural Museum of Art, Kobe, 25 October 2005-15 January 2006.
- Rembrandt and the Golden Age. Highlights from the Rijksmuseum, Amsterdam, Shanghai Museum, Shanghai, 2 November 2007-13 February 2008, cat.nr. 54.
- Vermeer, Rembrandt and the Golden Age of Dutch painting. Masterpieces from the Rijksmuseum, Vancouver Art Gallery, Vancouver, 9 May-13 September 2009, ISBN 978-1-55365-471-1.
- L'âge d'or hollandais. De Rembrandt à Vermeer, Pinacothèque de Paris, Paris, 7 October 2009-7 February 2010, ISBN 9782358670050, p. 226-227, cat.nr. 91.